# Черезов, Юрий Захарович
Ю́рий Заха́рович Черезов (15 марта 1924, Челябинск, СССР — 25 ноября 1985, там же) — токарь-карусельщик Челябинского тракторного завода, Герой Социалистического Труда (1971), депутат Верховного Совета РСФСР (1975-85).

## Биография

Мемориальная доска на здании гимназии № 23

В 1941 году устроился на работу учеником токаря на учебном комбинате ЧТЗ, затем работал токарем, токарем-карусельщиком механического цеха № 3. В числе первых на заводе приступил к составлению ежегодных планов технического прогресса, что позволяло повышать производительность труда на 10-15 % в год. В числе первых на заводе освоил скоростное и силовое резание, применил резец с отрицательным углом, добился сдачи своих деталей с личным клеймом, отказался от услуг наладчика.
За восьмую пятилетку Черезов выполнил 12 годовых норм и высвободил трёх рабочих. Указом Президиума Верховного Совета СССР (неопубликованным) от 5 апреля 1971 года «за особые заслуги в выполнении заданий пятилетнего плана по развитию тракторного и сельскохозяйственного машиностроения и достижение высоких производственных показателей» удостоен звания Героя Социалистического Труда с вручением ордена Ленина и золотой медали Серп и Молот.
В марте 1971 года, накануне 24-го съезда КПСС на заводском слёте коллективов и ударников коммунистического труда предложил досрочное выполнение планов 9-й пятилетки.
В 1976-84 годах был членом бюро Челябинского обкома КПСС.
Умер в 1985 году в Челябинске, похоронен на Успенском кладбище.

## Награды и память
Награждён орденами «Знак Почёта», Дружбы народов, медалями.
В 1999 году на Челябинском тракторном заводе для награждения лучших рабочих учреждена премия имени Ю. З. Черезова.
В Челябинске, на здании гимназии № 23, где Юрий Захарович учился с 1935 по 1941 годы, а также на доме, в котором жил Герой, ему установлены мемориальные доски.